# 西洋镇
西洋镇是中国福建省三明市永安市下辖的一个镇。

## 行政区划
西洋镇共辖1个居委会、18个行政村，分别是：

西洋社区、岭头村、吉岭村、西洋坑村、新街村、旧街村、下街村、下洋村、福庄村、葛州村、蚌口村、三畲村、桂溪村、内炉村、下螺村、上螺村、林田村、银坑村和虎山村。